# Артур (футболист, 1996)
Жозе Артур де Лима Жуниор (порт.-браз. José Artur de Lima Junior; род. 11 марта 1996, Брумаду, Бразилия), более известный как Артур, — бразильский футболист, полузащитник клуба «Хьюстон Динамо».
У Артура есть старший брат — Норберто, который также является профессиональным футболистом.

## Биография
Артур — воспитанник клубов «Баия» и «Сан-Паулу». 19 июня 2016 года в матче против «Фламенго» он дебютировал в бразильской Серии А в составе последнего.
13 февраля 2017 года Артур был взят в аренду клубом MLS «Коламбус Крю» на сезон. В высшей лиге США он дебютировал 4 марта в матче стартового тура сезона 2017 против «Чикаго Файр». 31 октября в первом матче полуфинала Восточной конференции плей-офф Кубка MLS 2017 против «Нью-Йорк Сити» он забил свой первый гол в MLS. 6 декабря «Крю» объявил о выкупе трансфера Артура у «Сан-Паулу». По сведениям бразильской прессы американский клуб выплатил за 50 % прав на игрока 1,5 млн долларов (4,8 млн реалов). Большую часть сезона 2021 Артур пропустил из-за спортивной грыжи. В сентябре 2022 года Артур стал гражданином США.
22 ноября 2022 года Артур был приобретён клубом «Хьюстон Динамо» за гарантированные 300 тыс. долларов в общих распределительных средствах и дополнительные 50 тыс. долларов в общих распределительных средствах при условии достижения им определённых показателей. За «Динамо» он дебютировал 25 февраля 2023 года в матче стартового тура сезона против «Цинциннати». 4 октября в матче против «Клёб де Фут Монреаль» он забил свой первый гол за «Хьюстон». 12 октября Артур продлил контракт с «Хьюстон Динамо» до конца сезона 2025 с опциями на сезоны 2026 и 2027.

## Достижения
Командные
 «Коламбус Крю»
- Чемпион MLS (обладатель Кубка MLS): 2020

 «Хьюстон Динамо»
- Обладатель Открытого кубка США: 2023